# Tord Robert Riemann

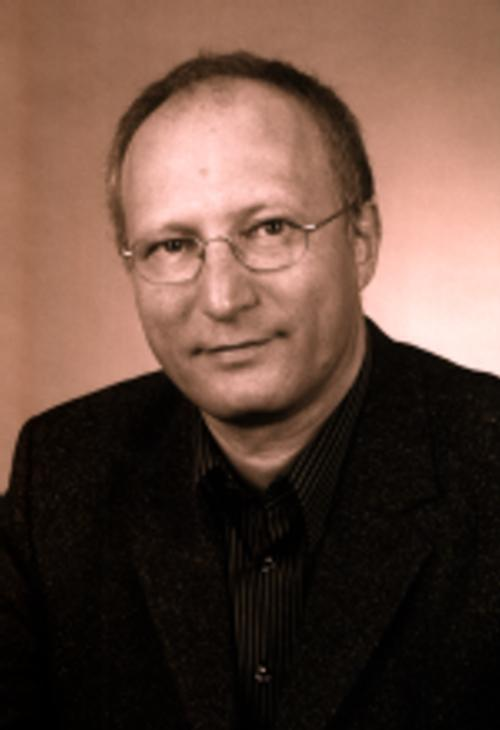
Tord R. Riemann (2004)

Tord Robert Riemann (* 1951 in Ost-Berlin; † 2. April 2021) war ein deutscher theoretischer Physiker, der überwiegend auf dem Gebiet der Quantenfeldtheorie und der Untersuchung des Standardmodells der Elementarteilchen mit Beschleunigern arbeitete.

## Herkunft und Leben
Tord Riemann wuchs in Berlin auf. Seine Eltern waren der Jurist Tord Hugo Riemann (1925–1992) und die Fernsehdramaturgin Käthe Riemann (1928–2000). Er hatte zwei Geschwister. Sein Großvater, der Lehrer, Historiker und Humanist Robert Riemann (1877–1962) hatte Memoiren verfasst.
Einige biographische Stammdaten finden sich in der Ahnentafel des Urgroßvaters, des Musikwissenschaftlers Hugo Riemann.
Tord Riemann besuchte von 1967 bis 1970 die Spezialschule mathematischer Richtung Heinrich-Hertz in Berlin. Nach dem Abitur studierte er von 1970 bis 1977 an der Sektion Physik der Humboldt-Universität zu Berlin, zuletzt als Forschungsstudent.
Riemann war seit 1972 mit der Physikerin Sabine Riemann (* 1953) verheiratet und hatte zwei Kinder. Er lebte in Königs Wusterhausen und auf Usedom.

## Tätigkeit als Wissenschaftler
Riemann promovierte 1977 an der Humboldt-Universität zu Berlin (HUB) unter Betreuung durch Hans Jürgen Kaiser (Institut für Hochenergiephysik (IfH) der Akademie der Wissenschaften der DDR (AdW), Zeuthen) und Frank Kaschluhn (Professor an der Sektion Physik der HUB und Leiter der Arbeitsgruppe Quantentheorie am IfH).
Das Thema behandelte ein Problem der Quantenfeldtheorie auf dem Gitter. Seit 1977 arbeitet Riemann in der Theorie-Gruppe des Zeuthener Forschungsinstituts. Nach Auflösung der AdW wurde das IfH am 1. Januar 1992 als Campus Zeuthen des DESY neu gegründet.
Ab 1977 arbeitete Riemann einige Jahre, gemeinsam mit Max Klein und anderen, an Vorhersagen von Interferenzeffekten der elektromagnetischen und schwachen Wechselwirkungen in der Myon-Nukleon-Streuung. Diese wurden später im NA4-Experiment am Beschleuniger Super Proton Synchrotron (SPS) des CERN nachgewiesen.
Seit Beginn der 1980er Jahre studiert er Formalismus und Anwendungen von Schleifen-Effekten der elektroschwachen Theorie.
Riemann war nicht für die direkte Kooperation mit westlichen Forschungseinrichtungen vorgesehen. Er nahm die Möglichkeit einer Delegierung (Abordnung) von September 1983 bis August 1987 zum Theorie-Labor des Vereinigten Instituts für Kernforschung VIK in Dubna, Russland wahr und arbeitete dort mit der Forschungsgruppe von Dmitri Bardin.
Seit der Wende 1989 konnte Riemann auch direkt mit Kollegen bei CERN und DESY kooperieren. Er arbeitete von September 1991 bis August 1992 als scientific associate in der Theoriegruppe des CERN. Am 1. Januar 1992 wurde er Mitglied der neu gegründeten Zeuthener Theoriegruppe des DESY. Er war 1993–1995, 2004–2008 und 2009–2011 Sprecher der Gruppe.
Riemann hat an zahlreichen Projekten gearbeitet, deren Ziel die Vorhersage von Messgrößen an Beschleunigern war. Er gehörte zu der Generation von Theoretikern, die die Berechnung und phänomenologische Anwendung von Strahlungskorrekturen der Elementarteilchentheorie zur Blüte gebracht haben.

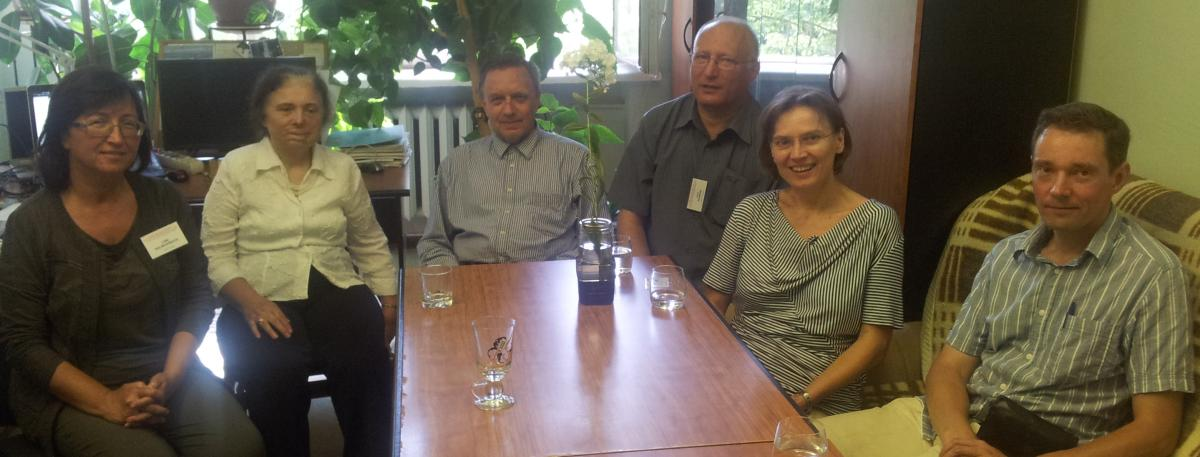
Tord Riemann (3. v. r.) auf der Konferenz CALC 2012

Er war 1985 gemeinsam mit Arif Akhundov, Dmitri Bardin und Oleg Fedorenko (1951–1994) Mitbegründer des internationalen ZFITTER-Projektes und ist seit 2005 der Sprecher der Kollaboration. ZFITTER ist ein Theorie- und Software-Projekt zur präzisen Beschreibung der Z-Boson-Resonanz unter Einbeziehung aller bekannten Korrekturen höherer Ordnungen der Störungstheorie. Die Masse und Lebensdauer des Z-Bosons der Standardtheorie der Elementarteilchen sowie die Anzahl der Neutrino-Generationen wurden beim Elektron-Positron-Beschleuniger LEP am CERN mit ZFITTER bestimmt. Das Programm ist bis heute der Theorie-Standard für die Z-Boson-Physik. Es wurde auch für die LEPEWWG-Vorhersage der Massen von Top-Quark und Higgs-Boson vor ihrer Entdeckung verwendet.
Auch HECTOR, ein ähnliches Theorie- und Software-Projekt für Experimente zur tief-inelastischen Elektron-Proton-Streuung am Beschleuniger HERA des DESY, Hamburg, wird bis heute als Benchmark benutzt.
Riemann hat zahlreiche Erstberechnungen von Observablen in der elektroschwachen Standardtheorie durchgeführt, darunter flavor-verletzende Z-Boson-Zerfälle, Lebensdauern der Z- und W-Bosonen, vollständige elektroschwache Ein-Schleifen-Korrekturen zur Z-Boson-Resonanzkurve und zur tief-inelastischen Lepton-Nukleon-Streuung, der S-Matrix-Zugang zur Z-Boson-Resonanzkurve und Schleifenkorrekturen von schweren Teilchen zur Bhabha-Streuung. Er ist Koautor diverser quell-offener Softwarepakete, die auf diesen Rechnungen beruhen.
In den letzten Jahren hat er sich, gemeinsam mit Jochem Fleischer und Janusz Gluza (Professor an der Schlesischen Universität in Katowice), mit neuen Techniken zur Berechnung komplizierter Feynmanintegrale beschäftigt, die zur Bestimmung von höheren Ordnungen der quantenfeldtheoretischen Störungstheorie benötigt werden. Damit sind verschiedene Ein- und Zwei-Schleifenrechnungen zur Mehrteilchenproduktion an Hochenergiebeschleunigern möglich, aber auch Zwei-Schleifenrechnungen zur Z-Boson-Resonanz.
Riemann war Autor zahlreicher Publikationen.

## Lehre und Kooperationen, Gute wissenschaftliche Praxis

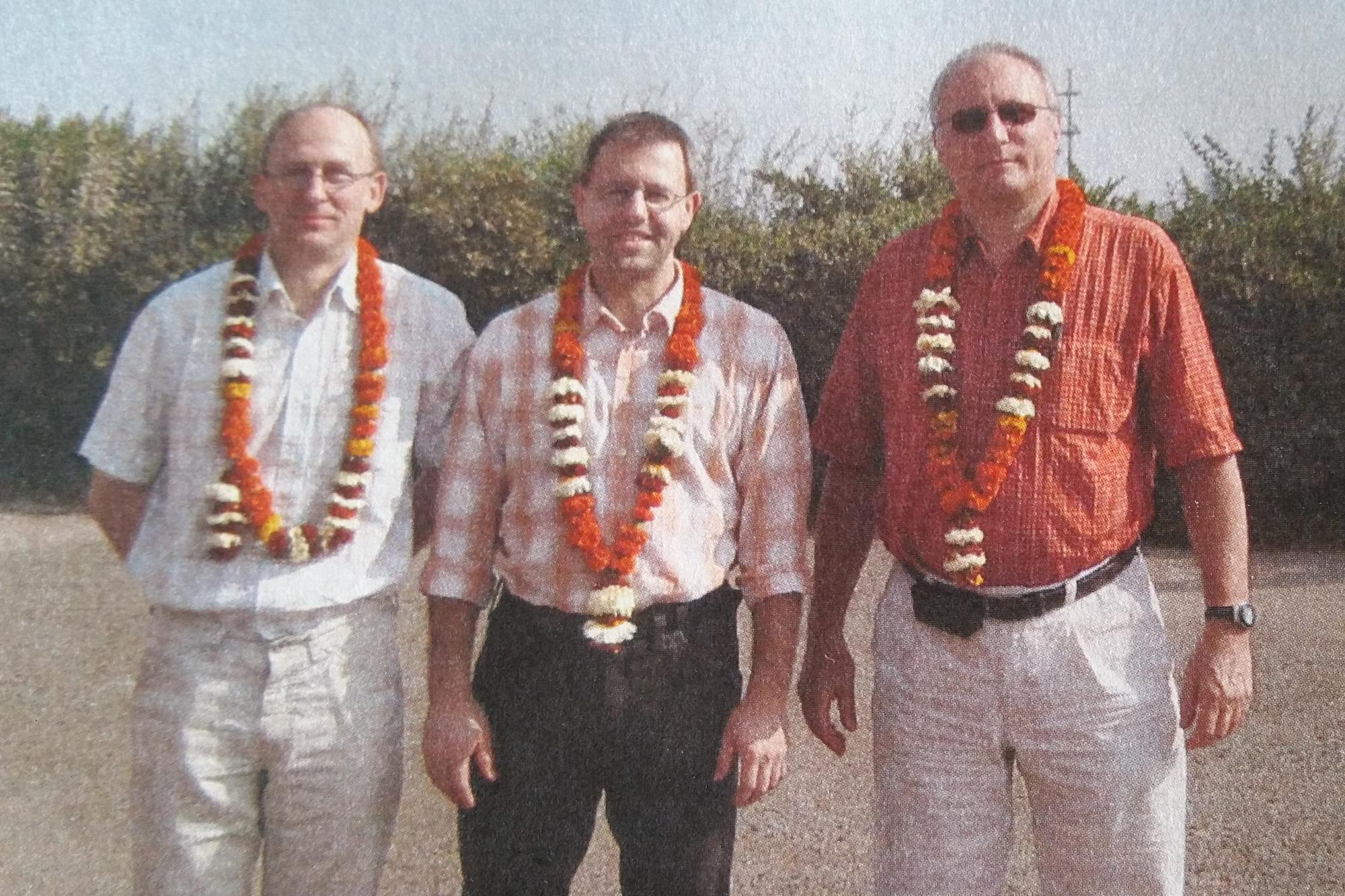
V.l.: J. Gluza, S. Moch and T. Riemann auf dem Weg zur RECAPP-Schule 2009 am Harish-Chandra Research Institute, Allahabad, Indien

Riemann war seit 1993 regelmäßig Mitantragsteller von europäischen Forschungs- und Ausbildungsnetzwerken, Graduiertenschulen und eines Sonderforschungsbereiches/Transregio.
Riemann hat in Kooperation mit der Universität Bielefeld, der HUB und der Universität Hamburg mehrere Doktorarbeiten betreut.
Er gab zahlreiche Lectures auf internationalen Schulen sowie seit 2006 Vorlesungen in Potsdam und Dresden zum Standardmodell und seinen Anwendungen in der Hochenergiephysik.
Riemann war 1992 Mitbegründer und langjähriger Organisator der Konferenzreihe Loops and Legs in Quantum Field Theory.
Gemeinsam mit Sven-Olaf Moch (Professor an der Universität Hamburg) leitete er die 2005 von ihnen begründete Doktorandenschule CAPP – Computer Algebra in Particle Physics.
Seitdem die ZFITTER-Kollaboration im März 2011 ein Plagiat ihrer Software nachgewiesen hat, forschte Riemann auch zum Umgang mit Plagiaten in der Teilchenphysik.

## Auszeichnungen
1968 erhielt Riemann bei der VII. Mathematik-Olympiade der DDR einen 3. Preis. Erste und zweite Preise wurden nicht vergeben.
1978 wurde Riemann für die Dissertation „Greensche Funktionen von Fermionen im Falle starker Kopplung unter Verwendung der Funktionalintegration“ mit dem Heinrich-Gustav-Magnus-Preis der Humboldt-Universität zu Berlin, Sektion Physik, ausgezeichnet.
Den Institutspreis des Instituts für Hochenergiephysik erhielt Riemann zweimal: 1979 für Arbeiten zum Thema „Tiefinelastische Myon-Nukleon-Wechselwirkung und neutrale Ströme“ und 1989 für die Arbeiten „The Z-boson line shape at LEP“ und „Z-boson line shape and sin²θ“.
1984 erhielt Riemann die Auszeichnung Aktivist der sozialistischen Arbeit für seine Beiträge zur Vorhersage der Asymmetrie der Wechselwirkung polarisierter positiver und negativer Myonen mit Nukleonen. Diese Asymmetrie wurde 1983 durch die BCDMS-Kollaboration am CERN nachgewiesen.
2000 wurde Riemann mit dem JINR-Preis in Theoretischer Physik für das Projekt ZFITTER ausgezeichnet.
2014 wurde der Artikel „The ZFITTER Project“ mit dem Preis des Joint Institute for Nuclear Research, Dubna, Russia für die beste Publikation des Jahres in „Physics of Elementary Particles and Nuclei“ ausgezeichnet.
2015 erhielt er den polnischen Alexander von Humboldt-Preis für sein Werk und die Kooperation mit polnischen Kollegen. Der Preis ist mit einem Forschungsaufenthalt beim Host Janusz Gluza (Professor an der Schlesischen Universität zu Katowice) verbunden.